# ヴェンダ

ヴェンダ共和国
Republiek van Venda (アフリカーンス語)

ヴェンダの位置

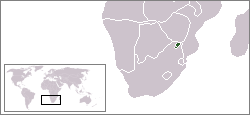
南部アフリカにおけるヴェンダの位置

ヴェンダ（アフリカーンス語: Venda）は、南アフリカ共和国にかつて存在したバントゥースタン。

## 概要
現在のリンポポ州北東部に位置した。

## 歴史
1979年9月13日にバントゥースタンとして独立した。